# Населення Литви
Населення Литви. Чисельність населення країни 2015 року становила 2,884 млн осіб (140-ве місце у світі). Чисельність литовців стабільно зменшується, народжуваність 2015 року становила 10,1 ‰ (193-тє місце у світі), смертність — 14,27 ‰ (7-ме місце у світі), природний приріст — −1,04 % (230-те місце у світі) . 

## Природний рух

### Відтворення
Народжуваність у Литві, станом на 2015 рік, дорівнює 10,1 ‰ (193-тє місце у світі); 2005 року — 8,62 ‰. Коефіцієнт потенційної народжуваності 2015 року становив 1,59 дитини на одну жінку (182-ге місце у світі). Рівень застосування контрацепції 62,9 % (станом на 2006 рік). Середній вік матері при народженні першої дитини становив 26,7 року (оцінка на 2011 рік).
Смертність у Литві 2015 року становила 14,27 ‰ (7-ме місце у світі); 2005 року — 10,92 ‰.
Природний приріст населення в країні 2015 року був негативним і становив −1,04 % (депопуляція) (230-те місце у світі); 2005 року — -0,3 %.

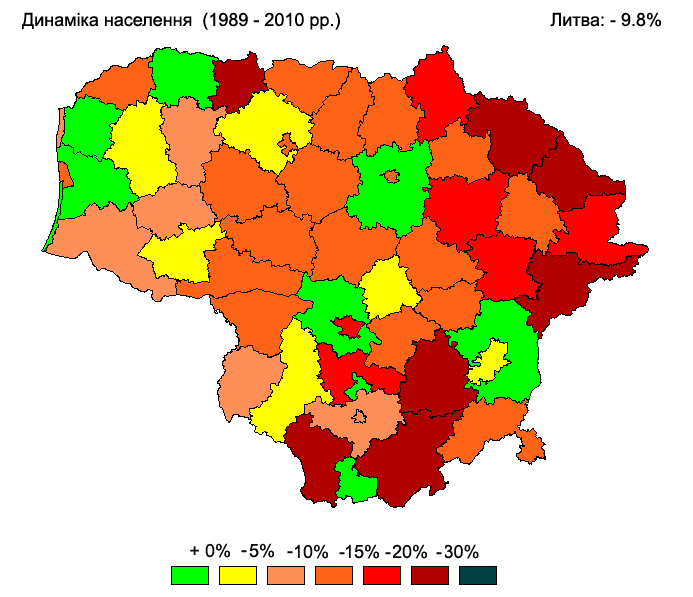
Динаміка населення Литви 1989—2010 року

Природний рух населення Литви в 1945—2015 роках
| Рік  | Чисельність населення (тис. осіб) | Живих народжень | Смертей | Природний приріст | Народжуваність (‰) | Смертність (‰) | Природний приріст (‰) | Фертильність |
| ---- | --------------------------------- | --------------- | ------- | ----------------- | ------------------ | -------------- | --------------------- | ------------ |
| 1945 | 2 520                             | 60 392          | 35 201  | 25 191            | 24,0               | 14,0           | 10,0                  |              |
| 1946 | 2 530                             | 58 399          | 37 688  | 20 711            | 23,1               | 14,9           | 8,2                   |              |
| 1947 | 2 540                             | 59 680          | 39 716  | 19 964            | 23,5               | 15,6           | 7,9                   |              |
| 1948 | 2 550                             | 58 780          | 35 137  | 23 643            | 23,1               | 13,8           | 9,3                   |              |
| 1949 | 2 560                             | 63 034          | 32 049  | 30 985            | 24,6               | 12,5           | 12,1                  |              |
| 1950 | 2 567                             | 60 719          | 30 870  | 29 849            | 23,7               | 12,0           | 11,6                  |              |
| 1951 | 2 569                             | 58 504          | 29 693  | 28 811            | 22,8               | 11,6           | 11,2                  |              |
| 1952 | 2 576                             | 56 944          | 28 166  | 28 778            | 22,1               | 10,9           | 11,2                  |              |
| 1953 | 2 590                             | 52 610          | 27 118  | 25 492            | 20,3               | 10,5           | 9,8                   |              |
| 1954 | 2 607                             | 54 229          | 25 559  | 28 670            | 20,8               | 9,8            | 11,0                  |              |
| 1955 | 2 629                             | 55 525          | 24 138  | 31 387            | 21,1               | 9,2            | 11,9                  |              |
| 1956 | 2 653                             | 53 741          | 21 869  | 31 872            | 20,3               | 8,2            | 12,0                  |              |
| 1957 | 2 681                             | 56 223          | 23 361  | 32 862            | 21,0               | 8,7            | 12,3                  |              |
| 1958 | 2 711                             | 61 190          | 22 103  | 39 087            | 22,6               | 8,2            | 14,4                  |              |
| 1959 | 2 744                             | 62 241          | 24 688  | 37 553            | 22,7               | 9,0            | 13,7                  | 2,63         |
| 1960 | 2 782                             | 62 485          | 21 611  | 40 874            | 22,5               | 7,8            | 14,7                  | 2,59         |
| 1961 | 2 828                             | 62 775          | 23 365  | 39 410            | 22,2               | 8,3            | 13,9                  | 2,57         |
| 1962 | 2 865                             | 59 728          | 24 925  | 34 803            | 20,8               | 8,7            | 12,1                  | 2,64         |
| 1963 | 2 893                             | 57 024          | 23 112  | 33 912            | 19,7               | 8,0            | 11,7                  | 2,45         |
| 1964 | 2 928                             | 55 856          | 21 830  | 34 026            | 19,1               | 7,5            | 11,6                  | 2,31         |
| 1965 | 2 967                             | 53 818          | 23 467  | 30 351            | 18,1               | 7,9            | 10,2                  | 2,21         |
| 1966 | 3 006                             | 54 275          | 23 799  | 30 476            | 18,1               | 7,9            | 10,1                  | 2,34         |
| 1967 | 3 045                             | 53 806          | 24 571  | 29 235            | 17,7               | 8,1            | 9,6                   | 2,27         |
| 1968 | 3 083                             | 54 258          | 25 725  | 28 533            | 17,6               | 8,3            | 9,3                   | 2,25         |
| 1969 | 3 115                             | 54 263          | 27 156  | 27 107            | 17,4               | 8,7            | 8,7                   | 2,29         |
| 1970 | 3 144                             | 55 519          | 28 048  | 27 471            | 17,7               | 8,9            | 8,7                   | 2,40         |
| 1971 | 3 179                             | 56 044          | 26 972  | 29 072            | 17,6               | 8,5            | 9,1                   | 2,41         |
| 1972 | 3 214                             | 54 616          | 29 252  | 25 364            | 17,0               | 9,1            | 7,9                   | 2,35         |
| 1973 | 3 244                             | 51 944          | 29 160  | 22 784            | 16,0               | 9,0            | 7,0                   | 2,22         |
| 1974 | 3 274                             | 51 941          | 29 612  | 22 329            | 15,9               | 9,0            | 6,8                   | 2,21         |
| 1975 | 3 302                             | 51 766          | 31 265  | 20 501            | 15,7               | 9,5            | 6,2                   | 2,18         |
| 1976 | 3 329                             | 52 296          | 31 972  | 20 324            | 15,7               | 9,6            | 6,1                   | 2,18         |
| 1977 | 3 355                             | 52 166          | 32 932  | 19 234            | 15,5               | 9,8            | 5,7                   | 2,14         |
| 1978 | 3 379                             | 51 821          | 34 008  | 17 813            | 15,3               | 10,1           | 5,3                   | 2,09         |
| 1979 | 3 398                             | 51 937          | 34 897  | 17 040            | 15,3               | 10,3           | 5,0                   | 2,05         |
| 1980 | 3 413                             | 51 765          | 35 871  | 15 894            | 15,2               | 10,5           | 4,7                   | 1,99         |
| 1981 | 3 433                             | 52 249          | 35 579  | 16 670            | 15,2               | 10,4           | 4,9                   | 1,98         |
| 1982 | 3 457                             | 53 141          | 35 040  | 18 101            | 15,4               | 10,1           | 5,2                   | 1,97         |
| 1983 | 3 485                             | 57 589          | 36 451  | 21 138            | 16,5               | 10,5           | 6,1                   | 2,10         |
| 1984 | 3 514                             | 57 576          | 38 666  | 18 910            | 16,4               | 11,0           | 5,4                   | 2,07         |
| 1985 | 3 545                             | 58 454          | 39 169  | 19 285            | 16,5               | 11,0           | 5,4                   | 2,09         |
| 1986 | 3 579                             | 59 705          | 35 788  | 23 917            | 16,7               | 10,0           | 6,7                   | 2,12         |
| 1987 | 3 616                             | 59 360          | 36 917  | 22 443            | 16,4               | 10,2           | 6,2                   | 2,11         |
| 1988 | 3 655                             | 56 727          | 37 649  | 19 078            | 15,5               | 10,3           | 5,2                   | 2,02         |
| 1989 | 3 684                             | 55 782          | 38 150  | 17 632            | 15,1               | 10,3           | 4,8                   | 1,98         |
| 1990 | 3 698                             | 56 868          | 39 760  | 17 108            | 15,3               | 10,7           | 4,6                   | 2,02         |
| 1991 | 3 704                             | 56 219          | 41 013  | 15 206            | 15,2               | 11,1           | 4,1                   | 2,00         |
| 1992 | 3 700                             | 53 617          | 41 455  | 12 162            | 14,5               | 11,2           | 3,3                   | 1,94         |
| 1993 | 3 683                             | 47 464          | 46 107  | 1 357             | 12,9               | 12,5           | 0,4                   | 1,74         |
| 1994 | 3 657                             | 42 376          | 46 486  | −4 110            | 11,6               | 12,7           | −1,1                  | 1,57         |
| 1995 | 3 629                             | 41 195          | 45 306  | −4 111            | 11,4               | 12,5           | −1,1                  | 1,55         |
| 1996 | 3 602                             | 39 066          | 42 896  | −3 830            | 10,8               | 11,9           | −1,1                  | 1,49         |
| 1997 | 3 575                             | 37 812          | 41 143  | −3 331            | 10,6               | 11,5           | −0,9                  | 1,47         |
| 1998 | 3 549                             | 37 508          | 40 793  | −3 285            | 10,6               | 11,5           | −0,9                  | 1,46         |
| 1999 | 3 524                             | 36 415          | 40 003  | −3 588            | 10,3               | 11,4           | −1,1                  | 1,46         |
| 2000 | 3 500                             | 34 149          | 38 919  | −4 770            | 9,8                | 11,1           | −1,3                  | 1,39         |
| 2001 | 3 471                             | 31 185          | 40 399  | −8 853            | 9,0                | 11,6           | −2,5                  | 1,29         |
| 2002 | 3 443                             | 29 541          | 41 072  | −11 058           | 8,6                | 11,9           | −3,2                  | 1,23         |
| 2003 | 3 415                             | 29 977          | 40 990  | −11 013           | 8,8                | 12,0           | −3,0                  | 1,26         |
| 2004 | 3 377                             | 29 769          | 41 340  | −11 571           | 8,8                | 12,2           | −3,2                  | 1,27         |
| 2005 | 3 323                             | 29 510          | 43 799  | −14 289           | 8,9                | 13,2           | −3,9                  | 1,29         |
| 2006 | 3 270                             | 29 606          | 44 813  | −15 207           | 9,1                | 13,7           | −4,1                  | 1,33         |
| 2007 | 3 231                             | 30 020          | 45 624  | −15 064           | 9,3                | 14,1           | −4,1                  | 1,36         |
| 2008 | 3 198                             | 31 536          | 43 832  | −12 296           | 9,9                | 13,7           | −2,7                  | 1,45         |
| 2009 | 3 163                             | 32 165          | 42 032  | −9 867            | 10,2               | 13,3           | −1,7                  | 1,50         |
| 2010 | 3 097                             | 30 676          | 42 120  | −11 444           | 9,9                | 13,6           | −2,1                  | 1,50         |
| 2011 | 3 028                             | 30 268          | 41 037  | −10 769           | 10,0               | 13,6           | −2,2                  | 1,55         |
| 2012 | 2 988                             | 30 459          | 40 938  | −10 479           | 10,2               | 13,7           | −3,5                  | 1,60         |
| 2013 | 2 944                             | 29 885          | 41 511  | −11 626           | 10,1               | 14,0           | −3,6                  | 1,63         |
| 2014 | 2 907                             | 30 369          | 40 252  | −9 883            | 10,3               | 13,7           | −3,4                  | 1,67         |
| 2015 | 2 878                             | 31 968          | 41 802  | −9 834            | 11,1               | 14,5           | -3,4                  |              |

### Вікова структура

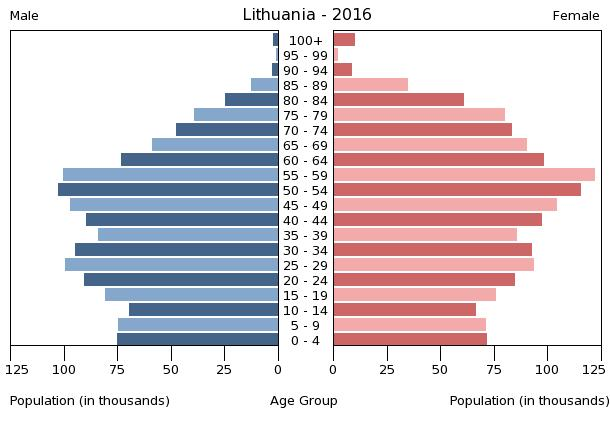
Віково-статева піраміда населення Литви, 2016 рік

Середній вік населення Литви становить 43,4 року (14-те місце у світі): для чоловіків — 39,5, для жінок — 46,7 року; 2005 року — 37,83, 35,25 і 40,46 року, відповідно. Очікувана середня тривалість життя 2015 року становила 74,69 року (113-те місце у світі), для чоловіків — 69,24 року, для жінок — 80,46 року; 2005 року 73,97, 68,94 і 79,28 року, відповідно.
Вікова структура населення Литви, станом на 2015 рік, мала такий вигляд:
- діти віком до 14 років — 14,91 % (220 460 чоловіків, 209 501 жінка);
- молодь віком 15—24 роки — 11,97 % (178 332 чоловіки, 166 985 жінок);
- дорослі віком 25—54 роки — 40,71 % (575 323 чоловіки, 598 911 жінок);
- особи передпохилого віку (55—64 роки) — 13,26 % (168 354 чоловіки, 214 201 жінка);
- особи похилого віку (65 років і старіші) — 19,15 % (186 458 чоловіків, 365 907 жінок)[1].

### Шлюбність— розлучуваність
Коефіцієнт шлюбності, тобто кількість шлюбів на 1 тис. осіб за календарний рік, дорівнює 5,7; коефіцієнт розлучуваності — 3,0; індекс розлучуваності, тобто відношення шлюбів до розлучень за календарний рік — 53 (дані за 2010 рік). Середній вік, коли чоловіки беруть перший шлюб, дорівнює 29,7 року, жінки — 27,3 року, загалом — 28,5 року (дані за 2014 рік).

## Розселення
Густота населення країни 2015 року становила 45,9 особи/км² (165-те місце у світі). Населення країни розподілене досить рівномірно, з невеликим домінуванням агломерацій півдня (Вільнюс, Каунас) і західного узбережжя (Клайпеда).

### Урбанізація
Литва високоурбанізована країна. Рівень урбанізованості становить 66,5 % населення країни (станом на 2015 рік), темпи зменшення частки міського населення — 0,53 % (оцінка тренду за 2010—2015 роки).
Головні міста держави: Вільнюс (столиця) — 517,0 тис. осіб (дані за 2015 рік).

### Міграції
Річний рівень еміграції 2015 року становив 6,27 ‰ (201-ше місце у світі). Цей показник не враховує різниці між законними і незаконними мігрантами, між біженцями, трудовими мігрантами та іншими.

#### Біженці й вимушені переселенці
У країні мешкає 3,46 тис. осіб без громадянства.
Литва є членом Міжнародної організації з міграції (IOM).

## Етнічний склад
| Етнічний склад (2011 рік) | Етнічний склад (2011 рік) | Етнічний склад (2011 рік) | Етнічний склад (2011 рік) | Етнічний склад (2011 рік) |
| ------------------------- | ------------------------- | ------------------------- | ------------------------- | ------------------------- |
| Етнос:                    |                           |                           | Відсоток:                 |                           |
| литовці                   | литовці                   |                           | 84.1%                     | 84.1%                     |
| поляки                    | поляки                    |                           | 6.6%                      | 6.6%                      |
| росіяни                   | росіяни                   |                           | 5.8%                      | 5.8%                      |
| білоруси                  | білоруси                  |                           | 1.2%                      | 1.2%                      |
| інші                      | інші                      |                           | 2%                        | 2%                        |

Головні етноси країни: литовці — 84,1 %, поляки — 6,6 %, росіяни — 5,8 %, білоруси — 1,2 %, інші — 2 % населення (оціночні дані за 2011 рік). Литовська республіка на відміну від сусідніх Латвії та Естонії є майже однонаціональною країною. Така моноетнічність Литви є наслідком численних змін кордонів, геноциду певних груп населення та депортацій під час і після другої світової війни.

## Литовці

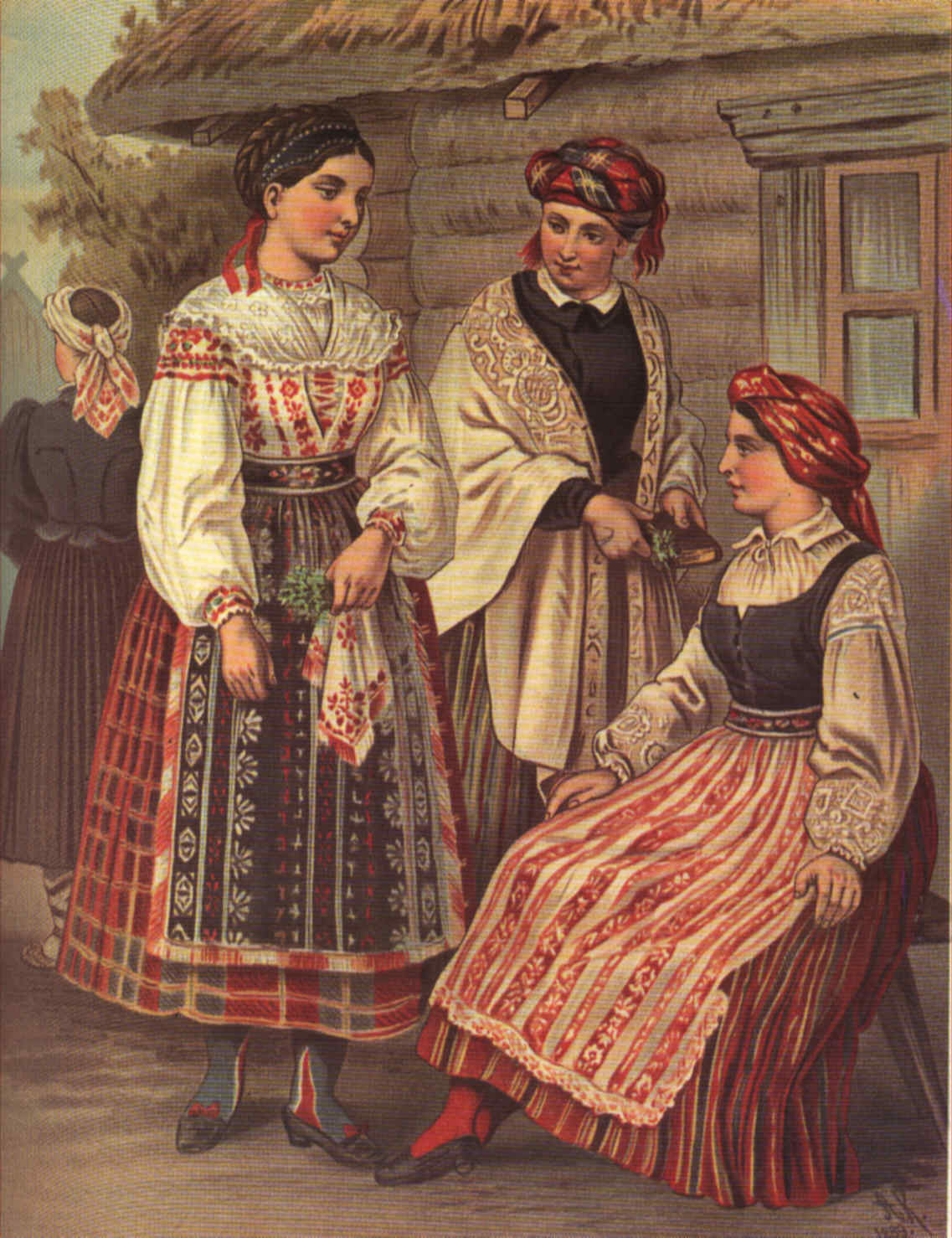
Литовки в народному одязі, XIX століття

Назва «Литва» чи «Лєтува» (Lietuva) можливо походить від слова lietava — невелика річка, або від lietus — дощ, дощова країна. Корінним населенням Литви є литовці, або литвини. За даними останнього перепису населення, проведеного в 2001, вони становлять 83,45 % населення Литовської республіки, або близько 3 млн осіб, ще близько мільйона литовців становить діаспору за межами батьківщини.
Литовці належать до балтійської групи етносів, до якої ще крім них зараховують латишів та давніх пруссів. Останні не збереглися до наших днів як окремий народ, асимілювавшись повністю з німецькомовними колонізаторами. Литовці розмовляють литовською мовою, яка разом із латиською та пруською (зникла разом з її носіями) становить балтійську групу мов в межах індоєвропейської мовної сім'ї.
Литовці не є ані слов'янами, ані германцями, хоча спільна польсько-литовська держава, а також тривала російська та німецька колонізація додала їм багато рис від цих двох груп народів. Консолідація сучасної литовської нації з декількох балтійських племен почалася в період Великого князівства Литовського, тоді вони становили більшість населення не тільки на території сучасної Литви, але й північно-західній Білорусі, більшій частині сьогоднішньої Калініградської області Росії, в деяких частинах Латвії та Польщі. Полонізація литовського суспільства за часів спільної Речі Посполитої, а також русифікація з забороною писати та друкуватися литовською мовою в Російській імперії та домінування німецької мови на заселеній литовцями території Східної Прусії мало не спричинилися до повного зникнення литовського народу. Національне відродження розпочалося в XIX столітті та було підсилене створенням національної держави в 1918.
Незважаючи на те, що литовці є нечисленним народом, їх розділяють, як правило, на п'ять субетносів — жмудяни (жемайці або самоґітяни), сувальці, аукштайці, дзукійці і летувіни. Такий поділ відповідає етнографічним регіонам Литви (див. Географія Литви). Летувініни населяють Малу Литву, їхня назва походить від другої, менш популярної, назви литовців — lietuvininkas, множина -lietuvininkai (порівн.: lietuvis — стандартна назва «литовець», «литвин»), основною їх характеристикою є те, що вони здебільшого є лютеранами, а не римо-католиками, як решта населення Литви.
Між цими субетносами існують певні історичні, побутові та мовні відмінності, але слід зауважити, що проявляються вони передовсім в сільських місцевостях. Такі відмінності важко знайти серед населення міст, а особливо таких великих, як Вільнюс і Каунас. Тому жителів міст, незалежно від етнографічного регіону, прийнято називати просто «литовці». Існують також певні стереотипи та уявлення про ту чи іншу групу — так кажуть, що сувальці є надзвичайно скупими, а жмудяни — впертими.

### Поляки
Найдовшу історію проживання на теренах сучасної Литви має польська меншина. Її корені йдуть в далеке середньовіччя до початків польсько-литовської Речі Посполитої. Основними місцями тодішнього розселення поляків були регіони навколо адміністративного центру Великого князівства Литовського — Вільни та суміжні з польськими землями місцевості навколо Гродна. Після розподілів Речі Посполитої і включення земель Великого князівства Литовського до складу Російської імперії і аж до повстання 1863 р. адміністрація на литовських землях залишилася в руках місцевої польської шляхти зі збереженням польських впливів і фактичною полонізацією суспільного життя.
Наявність великої кількості польського населення на територіях, які литовці вважали історично своїми, вилилася після проголошення національної литовської держави в 1918 в польсько-литовський конфлікт в 1920 за Вільнюс (Вільна) і Віленщину чи так звану Центральну Литву, де серед багатонаціонального населення поляки становили більшість. За даними першого в Російській імперії перепису населення в 1897, якому схильні довіряти як литовські, так і польські історики, за мовою спілкування 30,1 % жителів Вільнюса (Вільни) становили поляки, 4,3 % — білоруси і лише 2,1 % — литовці. Тодішня Литовська республіка наголошувала на тому, що Вільна є історичною столицею литовських земель, а віленські поляки — польськомовними литовцями і наполягала на своєму праві формувати багатонаціональну державу так само, як це робила Польща, включивши до свого складу східногалицькі і західноволинські землі, заселені переважно українцями.
Віленське питання гостро стояло у відносинах між Польщею та Литвою протягом всього періоду існування першої Литовської республіки. З 1922 Вільна і Віленщина входили до складу Польщі (другої Речі Посполитої), проте Литовська республіка й далі вважала своєю столицею Вільну (Вільнюс) (про це була відповідна стаття конституції), а Каунас (Ковно) був лише тимчасовою резиденцією її уряду. Приєднано Вільну (Вільнюс) і частини Віленщини до Литви лише в 1939 за німецько-радянським пактом. Після повторної окупації Литви радянськими військами в 1944–1945 радянське керівництво розпочало масові депортації поляків з регіону навколо тоді вже Вільнюса.
Попри ці депортації, в Литві залишилася значна польська меншина, нині вона становить близько 250 000 мешканців. Основними регіонами проживання є східні частини країни, особливо сільські місцевості навколо Вільнюса та містечка Дєвенішкєс (лит: Dieveniškės).

### Росіяни
Першими росіянами, що з'явилися на території сучасної Литви, були московські купці, які почали оселятися в деяких литовських містах, починаючи з пізнього середньовіччя. В XVII столітті, втікаючи від релігійних гонінь на батьківщині, в Литву, особливо в прикордонні регіони, почали переселятися російські старовіри.
Наступна хвиля міграції росіян на терени сучасної Литви спричинена розподілами Речі Посполитої і зводилася вона до приїзду певної кількості російських адміністраторів та чиновників. Селилися вони в основному в містах, особливо в Вільні та Ковні. Після придушення польського повстання 1863 р. більшість місцевої польської шляхти, в руках якої фактично залишалася адміністрація з моменту приєднання литовських земель до Російської імперії, була позбавлена прав, їхні маєтності конфісковані, а в Литву почався новий наплив російських чиновників та військових.
Проте, більшість сьогоднішніх російських мешканців Литви є нащадками росіян, які приїхали в Литву після другої світової війни. Після повторної окупації прибалтійських республік в 1944—1945 радянське керівництво розпочало процес поступової совєтизації, а фактично русифікації, цих країн. В Литовську РСР почали прибувати робітники з усього СРСР, в основному російської національності, основними місцями їх розселення були великі міста та промислові райони. Поза тим, в республіці, з огляду на близькість державного кордону, була розташована значна кількість радянських військ. Більшість військових, вийшовши у відставку, воліла залишитися на постійне проживання у Литві через вищий в порівнянні з іншими регіонами СРСР рівень життя.
Після смерті Сталіна в 1953 «націонал-комуністичне» керівництво Литви на чолі з Антанасом Снєчкусом (лит: Antanas Sniečkus) зробило спробу послабити тиск Москви та зупинити наплив трудових мігрантів в республіку. Припинити міграцію повністю одразу не вдалося, але подальші її хвилі були пов'язані в основному з реалізацією великих проєктів, як, наприклад, будівництво електростанцій. Саме проведення в минулому такої самостійної політики комуністичними керівництвом Литовської РСР і є причиною різниці етнічної ситуації в Литві з сусідніми Латвією і Естонією, де подібних заходів не було. Так, вже на початку 1980-х третину населення Естонії становили росіяни, а в Латвії самих латишів залишилося тільки дещо більше половини населення. В той же час на момент розпаду СРСР в 1991 росіяни становили в Литовській РСР лише 12 %, сюди слід додати ще невеликий процент представників інших народностей СРСР.
Основними місцями проживання росіян у сучасній Литві є великі міста. У Вільнюсі вони становлять майже чверть його мешканців, дещо меншою є їхня частка в Клайпеді та значно нижчою в Каунасі. Єдиним містом Литви, де росіяни становлять абсолютну більшість, є містечко Висагінас. Пов'язано це з тим, що збудоване воно було для працівників Ігналінської АЕС.

## Мови
| Мови Литви (2011 рік) | Мови Литви (2011 рік) | Мови Литви (2011 рік) | Мови Литви (2011 рік) | Мови Литви (2011 рік) |
| --------------------- | --------------------- | --------------------- | --------------------- | --------------------- |
| Мова:                 |                       |                       | Відсоток:             |                       |
| литовська             | литовська             |                       | 82%                   | 82%                   |
| російська             | російська             |                       | 8%                    | 8%                    |
| польська              | польська              |                       | 5.6%                  | 5.6%                  |

Офіційна мова: литовська — розмовляє 82 % населення країни. Інші поширені мови: російська — 8 %, польська — 5,6 % (дані на 2011 рік). Литва, як член Ради Європи, не підписала Європейську хартію регіональних мов.
За даними перепису 2021 року, литовську мову рідною назвали 85,33 % населення Литви, російську — 6,79 %, польську — 5,12 %, білоруську — 0,24 %, українську — 0,17 %, інші мови — 0,61 %, дві мови — 1,75 %.

## Релігії
| Релігії в Литві (2012 рік) | Релігії в Литві (2012 рік) | Релігії в Литві (2012 рік) | Релігії в Литві (2012 рік) | Релігії в Литві (2012 рік) |
| -------------------------- | -------------------------- | -------------------------- | -------------------------- | -------------------------- |
| Віросповідання:            |                            |                            | Відсоток:                  |                            |
| католики                   | католики                   |                            | 77.2%                      | 77.2%                      |
| православні                | православні                |                            | 4.1%                       | 4.1%                       |
| старообрядці               | старообрядці               |                            | 0.8%                       | 0.8%                       |
| лютерани                   | лютерани                   |                            | 0.2%                       | 0.2%                       |
| інші                       | інші                       |                            | 1.8%                       | 1.8%                       |
| атеїсти                    | атеїсти                    |                            | 6.1%                       | 6.1%                       |
| агностики                  | агностики                  |                            | 10.1%                      | 10.1%                      |

Головні релігії й вірування, які сповідує, і конфесії та церковні організації, до яких відносить себе населення країни: римо-католицтво — 77,2 %, російське православ'я — 4,1 %, старообрядці — 0,8 %, лютеранство — 0,6 %, реформистський євангелізм -0,2 %, інші (сунізм, юдаїзм, греко-католики, караїми) — 0,8 %, не сповідують жодної — 6,1 %, не визначились — 10,1 % (станом на 2011 рік).

## Освіта
Рівень письменності 2015 року становив 99,8 % дорослого населення (віком від 15 років): 99,8 % — серед чоловіків, 99,8 % — серед жінок.
Державні витрати на освіту становлять 4,8 % ВВП країни, станом на 2012 рік (61-ше місце у світі). Середня тривалість освіти становить 17 років, для хлопців — до 16 років, для дівчат — до 17 років (станом на 2014 рік).

## Охорона здоров'я
Забезпеченість лікарями в країні на рівні 4,12 лікаря на 1000 мешканців (станом на 2012 рік). Забезпеченість лікарняними ліжками в стаціонарах — 7 ліжок на 1000 мешканців (станом на 2011 рік). Загальні витрати на охорону здоров'я 2014 року становили 6,6 % ВВП країни (90-те місце у світі).
Смертність немовлят до 1 року, станом на 2015 рік, становила 3,84 ‰ (196-те місце у світі); хлопчиків — 4,3 ‰, дівчаток — 3,36 ‰. Рівень материнської смертності 2015 року становив 10 випадків на 100 тис. народжень (163-тє місце у світі).
Литва входить до складу ряду міжнародних організацій: Міжнародного руху (ICRM) і Міжнародної федерації товариств Червоного Хреста і Червоного Півмісяця (IFRCS), Дитячого фонду ООН (UNISEF), Всесвітньої організації охорони здоров'я (WHO).

### Захворювання
Потенційний рівень зараження інфекційними хворобами в країні середній. Найпоширеніші інфекційні захворювання: кліщовий енцефаліт (станом на 2016 рік).
Кількість хворих на СНІД невідома, дані про відсоток інфікованого населення в репродуктивному віці 15—49 років відсутні. Дані про кількість смертей від цієї хвороби за 2014 рік відсутні.
Частка дорослого населення з високим індексом маси тіла 2014 року становила 27,5 % (38-ме місце у світі).

### Санітарія
Доступ до облаштованих джерел питної води 2015 року мало 99,7 % населення в містах і 90,4 % в сільській місцевості; загалом 96,6 % населення країни. Відсоток забезпеченості населення доступом до облаштованого водовідведення (каналізація, септик): в містах — 97,2 %, в сільській місцевості — 82,8 %, загалом по країні — 92,4 % (станом на 2015 рік). Споживання прісної води, станом на 2009 рік, дорівнює 2,38 км³ на рік, або 703,8 тонни на одного мешканця на рік: з яких 7 % припадає на побутові, 90 % — на промислові, 3 % — на сільськогосподарські потреби.

## Соціально-економічне становище
Співвідношення осіб, що в економічному плані залежать від інших, до осіб працездатного віку (15—64 роки) загалом становить 50,1 % (станом на 2015 рік): частка дітей — 21,8 %; частка осіб похилого віку — 28,3 %, або 3,5 потенційно працездатного на 1 пенсіонера. Загалом ці показники характеризують рівень потреби державної допомоги в секторах освіти, охорони здоров'я та пенсійного забезпечення, відповідно. За межею бідності 2008 року перебувало 4 % населення країни. Розподіл доходів домогосподарств у країні має такий вигляд: нижній дециль — 2,6 %, верхній дециль — 29,1 % (станом на 2008 рік).
Станом на 2016 рік, уся країна електрифікована, усе населення країни мало доступ до електромереж. Рівень проникнення інтернет-технологій високий. Станом на липень 2015 року в країні налічувалось 2,059 млн унікальних інтернет-користувачів (97-ме місце у світі), що становило 71,4 % загальної кількості населення країни.

### Трудові ресурси
Загальні трудові ресурси 2015 року становили 1,464 млн осіб (133-тє місце у світі). Зайнятість економічно активного населення у господарстві країни розподіляється таким чином: аграрне, лісове і рибне господарства — 7,9 %; промисловість і будівництво — 19,6 %; сфера послуг — 72,5 % (станом на 2012 рік). Безробіття 2015 року дорівнювало 8,2 % працездатного населення, 2014 року — 10,7 % (95-те місце у світі); серед молоді у віці 15—24 років ця частка становила 19,3 %, серед юнаків — 19,6 %, серед дівчат — 18,7 % (35-те місце у світі).

## Кримінал

### Наркотики

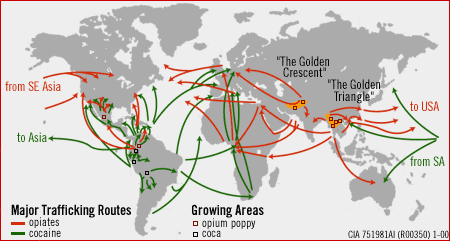
Світові маршрути наркотрафіку

Транзитна країна і країна-споживач марихуани, кокаїну, екстазі й опіатів з Південно-Західної Азії, Південної Америки, Західної Європи, Балкан; зростаюче виробництво високоякісних амфетамінів, метамфетамінів; країна сприйнятлива до відмивання грошей, незважаючи на зміни в банківському законодавстві.

### Торгівля людьми
Згідно зі щорічною доповіддю про торгівлю людьми (англ. Trafficking in Persons Report) Управління з моніторингу та боротьби з торгівлею людьми Державного департаменту США, уряд Литви докладає значних зусиль у боротьбі з явищем примусової праці, сексуальної експлуатації, незаконною торгівлею внутрішніми органами, але законодавство відповідає мінімальним вимогам американського закону 2000 року щодо захисту жертв (англ. Trafficking Victims Protection Act’s) не повною мірою, країна перебуває у списку другого рівня.

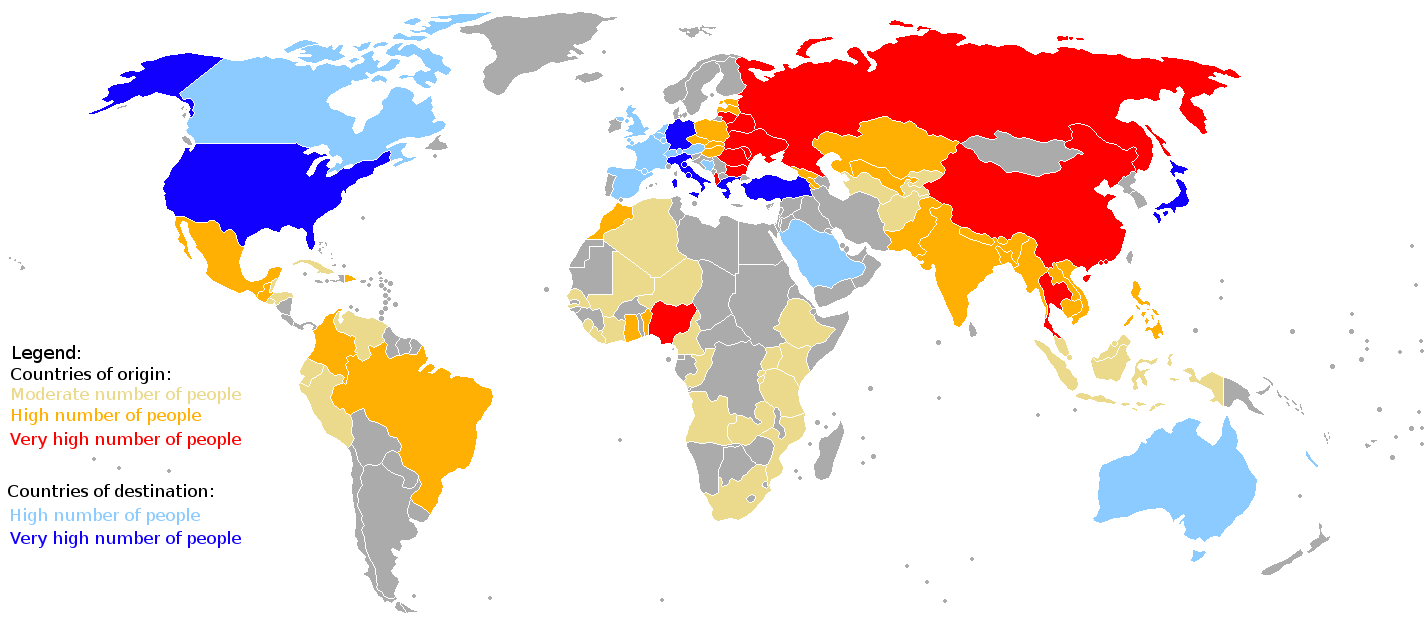
Країни-донори (червоний) і країни-реципієнти кримінальних потоків  (англ.)
Глобальна боротьба з торгівлею людьми (англ.)

## Гендерний стан
Статеве співвідношення (оцінка 2015 року):
- при народженні — 1,06 особи чоловічої статі на 1 особу жіночої;
- у віці до 14 років — 1,05 особи чоловічої статі на 1 особу жіночої;
- у віці 15—24 років — 1,07 особи чоловічої статі на 1 особу жіночої;
- у віці 25—54 років — 0,96 особи чоловічої статі на 1 особу жіночої;
- у віці 55—64 років — 0,79 особи чоловічої статі на 1 особу жіночої;
- у віці за 64 роки — 0,51 особи чоловічої статі на 1 особу жіночої;
- загалом — 0,85 особи чоловічої статі на 1 особу жіночої[1].

## Демографічні дослідження
Демографічні дослідження в країні ведуться рядом державних і наукових установ:
- Статистичне управління Литви.

### Українською
- Атлас. 10―11 клас. Економічна і соціальна географія світу / упорядники :  О. Я. Скуратович, Н. І. Чанцева. — К. : ДНВП «Картографія», 2010. — ISBN 978-966-475-639-3.
- Атлас світу / голов. ред. І. С. Руденко ; зав. ред. В. В. Радченко ; відп. ред. О. В. Вакуленко. — К. : ДНВП «Картографія», 2005. — 336 с. — ISBN 9666315467.
- Безуглий В. В. Економічна і соціальна географія зарубіжних країн : Навчальний посібник. — К. : ВЦ «Академія», 2007. — 704 с. — ISBN 978-966-580-239-6.
- Безуглий В. В., Козинець С. В. Регіональна економічна і соціальна географія світу : Навчальний посібник. — видання 2-ге, доп., перероб. — К. : ВЦ «Академія», 2007. — 688 с. — ISBN 966-580-144-9.
- Гудзеляк І. І. Географія населення: Навчальний посібник / І. Гудзеляк. — Л. : Видавничий центр ЛНУ імені Івана Франка, 2008. — 232 с. — ISBN 978-966-613-599-8.
- Дахно І. І. Країни світу: Енциклопедичний довідник / І. І. Дахно, С. М. Тимофієв. — К. : Мапа, 2011. — 606 с. — (Бібліотека нового українця) — ISBN 978-966-8804-23-6.
- Дахно І. І. Економічна географія зарубіжних країн : навчальний посібник. — К. : Центр учбової літератури, 2014. — 319 с. — ISBN 978-611-01-0682-5.
- Джаман В. О. Регіональні системи розселення: демографічні аспекти. — Чернівці : Рута, 2003. — 392 с. — ISBN 9665685988.
- Дорошенко Л. С. Демографія: Навчальний посібник. — К. : МАУП, 2005. — 112 с. — ISBN 966-608-442-2.
- Дубович І. А. Країнознавчий словник-довідник. — 5-те вид., перероб. і доп. — К. : Знання, 2008. — 839 с. — ISBN 978-966-346-330-8.
- Економічна і соціальна географія країн світу. Навчальний посібник / За ред. Кузика С. П. — Л. : Світ, 2002. — 672 с. — ISBN 966-603-178-7.
- Загальна медична географія світу / В. О. Шевченко [та ін.] — К. : [б.в.], 1998. — 178 с.
- Крисаченко В. С. Динаміка населення: Популяційні, етнічні та глобальні виміри. — К. : Видавництво Національного інституту стратегічних досліджень, 2005. — 368 с. — ISBN 966-554-083-1.
- Любіцева О. О., Мезенцев К. В., Павлов С. В. Географія релігій. — К. : АртЕК, 1999. — 504 с. — ISBN 966-505-006-0.
- Масляк П. О. Країнознавство. — К. : Знання, 2007. — 292 с. — (Вища освіта XXI століття)
- Масляк П. О., Дахно І. І. Економічна і соціальна географія світу / П. О. Масляк, І. І. Дахно ; за ред. П. О. Масляка. — К. : Вежа, 2003. — 280 с. — ISBN 966-7091-53-8.

### Російською
- (рос.) Литва // Демографический энциклопедический словарь / главн. ред. Валентей Д. И. — М. : Советская энциклопедия, 1985. — 608 с.
- (рос.) Литва // Страны и народы. Советский Союз. Республики Прибалтики. Белоруссия. Украина. Молдавия / Редкол. : Г. М. Лаппо (отв. ред.) и др. — М. : «Мысль», 1984. — 349 с. — (Страны и народы) — 180 тис. прим.
- (рос.) Атлас народов мира / Отв. ред. С. И. Брук и В. С. Апенченко. — М. : ГУГК ГГК СССР и Институт этнографии им. Н. Н. Миклухо-Маклая АН СССР, 1964. — 185 с. — 20 тис. прим.
- (рос.) Численность и расселение народов мира. Этнографические очерки / под ред. С. И. Брука. — М. : Издательство АН СССР, 1962. — 487 с.
- (рос.) Лаппо Г. М. География городов: Учебное пособие для географических факультетов вузов. — М. : Туманит, изд. центр ВЛАДОС, 1997. — 476 с. — ISBN 5-691-00047-0.
- (рос.) Урланис Б. Ц. Рост населения в Европе (опыт исчисления). — М. : ОГИЗ-Госполитиздат, 1941. — 436 с.
- (рос.) Ягельский А. География населения. — М. : Прогресс, 1980. — 383 с.